# Lucerne Jazz Orchestra
Das Lucerne Jazz Orchestra (LJO) war eine Bigband, die 2007 in Luzern von David Grottschreiber, Matthias Tschopp und Jan Schreiner gegründet wurde. Das überwiegend mit Solisten besetzte Ensemble hatte sich „mit seiner Neugier und Experimentierfreude“ in wenigen Jahren in Europa einen Spitzenplatz unter den Bigbands erspielt. Es löste sich 2017 auf.

## Geschichte
Unter der Leitung von David Grottschreiber gelang es dem Klangkörper rasch, sich einen Namen und vor allem einen ganz eigenen Sound zu erarbeiten. Durch die kontinuierliche Arbeit mit jährlich mehr als zehn Konzerten im In- und Ausland entwickelte sich das Orchester zu einer dynamischen Einheit; die Kompositionen und Arrangements Grottschreibers und anderer Bandmitglieder haben dazu beigetragen, den Sound des Ensembles zu kennzeichnen. Das Lucerne Jazz Orchestra überschritt auch stilistische bzw. spartentypische Grenzen, indem es regelmässig namhafte Jazzkomponisten und -solisten einlud. Daraus resultierte beispielsweise die Produktion „Five Movements to Hear and See“ für Jazzorchester, Tanz und Elektronik von Oliver Leicht oder „Berge versetzen“, ein Programm von und mit dem Klarinettisten Claudio Puntin auf der Grundlage von Gedichten von Sabina Naef. Weiterhin waren Dave Douglas, Nils Wogram, Hayden Chisholm, Ed Partyka, Ohad Talmor, Niels Klein, Henning Sieverts, Gerd Hermann Ortler, Stefan Schultze, Chris Wiesendanger und Hans Feigenwinter zu Gast. Auch arbeitete die Band mit Sängerinnen wie Lucia Cadotsch zusammen.
Der Förderverein wurde im Oktober 2007 gegründet, um die Möglichkeit zu bieten, das Lucerne Jazz Orchestra zu unterstützen. Stadt und Kanton Luzern würdigten das Schaffen des Lucerne Jazz Orchestra 2010 und 2013 mit einem Werkbeitrag. 2015 wurde das Orchester mit dem Zentralschweizer Förderpreis des Migros-Kulturprozent für das Projekt "Signal! – Beromünster sendet wieder" ausgezeichnet. 2017 folgte die Auflösung der Bigband.

## Besetzung 2015
- Holzbläser: Florian Egli, Tobias Meier, Rafael Schilt, Tobias Pfister, Matthias Tschopp
- Trompeten: David Blaser, Matthias Spillmann, Aurel Nowak, Martial In-Albon
- Posaunen: Lukas Wyss, Lukas Briggen, Silvio Cadotsch, Lucas Wirz
- Gesang: Karin Meier
- Rhythmusgruppe: Dave Gisler (git), Luzius Schuler (p), Lukas Traxel (kb), Jonas Ruther (dr)
- Dirigent: David Grottschreiber

## Diskographie
- Don’t Walk too Far (Unit Records 2009)[3]
- Claudio Puntin & Lucerne Jazz Orchestra Berge Versetzen (Unit Records 2010)[4]
- Still Now (Unit Records 2012)[5]
- Hayden Chisholm & Lucerne Jazz Orchestra Mute Density (Moontower Foundation 2012)
- Hayden Chisholm & Lucerne Jazz Orchestra feat. Lucia Cadotsch Ace of My Heart[6]
- Peter Zihlmann & Lucerne Jazz Orchestra Beromünster (Musiques Suisses 2016)[7]
- Oaktree (QFTF 2016)